# Bělá pod Pradědem
Bělá pod Pradědem – gmina wiejska w północnej części Czech, w powiecie Jesionik (czes. Jeseník). Zamieszkuje ją 1826 mieszkańców. Historycznie położona jest na Dolnym Śląsku, w jego czeskiej części.
Pierwsza wzmianka o wsiach wchodzących w skład Bělej pod Pradědem pochodzi z 1284, wkrótce potem powstał tutaj niewielki targ oraz kościół.
W okresie II wojny światowej działał tutaj obóz pracy przymusowej Arbeitslager Borek-Kieferbach.
Aż do 1945 r. absolutną większość mieszkańców stanowili Niemcy (w 1930, w Adolfovicach mieszkało tylko 2 Czechów). Po wojnie w wyniku dekretów Benesza zostali wysiedleni z Czechosłowacji. W 1964 połączono wsie Adolfovice, Bělá, Domašov oraz Filipovice, tworząc Bělą pod Pradědem.

## Podział administracyjny
Gmina dzieli się na następujące części:
- Adolfovice (niem. Adelsdorf)
- Bělá (niem. Waldenburg)
- Domašov (niem. Thomasdorf)
- Filipovice (niem. Philippsdorf)

## Literatura
- Vlastivěda šumperského okresu, Šumperk 1993.